# Na Hae-ryung
Dans ce nom, le nom de famille, Na, précède le nom personnel.
Pour les articles homonymes, voir Na.
Na Hae-ryung (coréen : 나해령) plus connue sous son mononyme Nahaeryung, est une chanteuse et actrice sud-coréenne, née le 11 novembre 1994 à Séoul. Elle fait ses débuts sur la scène musicale en tant que membre d'EXID en février 2012, mais elle quitte le groupe deux mois plus tard pour se consacrer à ses études. En 2013, elle signe un contrat avec YNB Entertainment et rejoint le groupe Bestie.

## Biographie
Na débute comme enfant actrice au cinéma et à la télévision, notamment dans le drama Magic Kid Masuri (en).
Elle est membre du girl group EXID durant deux mois en 2012 et participe à leur premier album, Holla. Elle quitte le groupe en avril 2012 et rejoint Bestie, un groupe formé en juillet 2013.
Elle joue ensuite plusieurs rôles à la télévision, notamment dans les dramas Hi! School: Love On, My Lovely Girl et The Producers. Elle joue son premier rôle principal en incarnant Jung Kkot-nim dans le drama My Mind’s Flower Rain de KBS. Elle joue ensuite le rôle de Jin se-ra dans le drama Nothing to Lose (SBS, 2017).

## Filmographie

### Au cinéma
| Année | Titre                             | Rôle                       | Remarques       |
| ----- | --------------------------------- | -------------------------- | --------------- |
| 2003  | Once Upon a Time in a Battlefield | La fille aînée de Kaebaek  | rôle secondaire |
| 2004  | Sisil-li 2 kilometer              | Childcare graduate student | rôle secondaire |
| 2010  | Nice Shorts (segment "Girl")      | fille                      |                 |

### Séries télévisées
| Année | Titre                               | Rôle          | Réseau       | Remarques                       |
| ----- | ----------------------------------- | ------------- | ------------ | ------------------------------- |
| 2001  | Dancing Girl Wawa                   |               | EBS          |                                 |
| 2002  | School Story                        |               | EBS          |                                 |
| 2002  | Magic Kid Masuri                    |               | KBS          |                                 |
| 2003  | Sharp                               |               | KBS          |                                 |
| 2004  | April Kiss                          |               | SBS          |                                 |
| 2013  | Nine                                | Han So-ra     | tvN          | Rôle secondaire                 |
| 2014  | Drama Special: Oh Man-bok is Pretty | Oh Soon-bok   | KBS          | Rôle secondaire                 |
| 2014  | Love and War 2: My Wife is the Boss | Chae-hee      | KBS          | Rôle secondaire                 |
| 2014  | Hi! School: Love On                 | Lee Ye-na     | KBS          | Rôle secondaire                 |
| 2014  | My Lovely Girl                      | Yoo Ra-eum    | SBS          | Rôle secondaire                 |
| 2015  | The Lover                           |               | Mnet         | Caméo                           |
| 2015  | The Producers                       | Yoo-na        | KBS          | Apparition exceptionnelle       |
| 2015  | Love Ward No. 25                    | Na Sa-rang    | Naver TVCast | web-série, personnage principal |
| 2015  | 9 Seconds - Eternal Time            | Yoo So-ra     | Naver TVCast | web-série, personnage principal |
| 2015  | Mom                                 | Joo-hee       | MBC          | Rôle secondaire                 |
| 2016  | My Mind’s Flower Rain               | Jung Kkot-nim | KBS          | Personnage principal            |
| 2017  | The Universe's Star                 | Doctor        | MBC          | Rôle secondaire                 |
| 2017  | Judge vs. Judge                     | Jin Se-ra     | SBS          | Rôle principal                  |
| 2019  | Clean with Passion for Now          | Kim Hye-won   | JTBC         | Apparition exceptionnelle       |

### Émissions de variété
| Année | Titre                     | Réseau | Remarques    |
| ----- | ------------------------- | ------ | ------------ |
| 2013  | Comedy Big League         | tvN    | MC           |
| 2015  | King of Mask Singer       | MBC    | Ép. 27 et 28 |
| 2015  | Law of the Jungle - Samoa | SBS    |              |